# 比尔施塔特
比尔施塔特（德語：Bürstadt，發音：[ˈbyːɐ̯ˌʃtat] ⓘ）是德国黑森州贝格施特拉瑟县的城市，面积34.46平方千米，2023年12月31日人口为16,980人。

## 友好城市
- 奥地利 克里格拉赫（1974年）
- 法國 维特尔赛姆（1982年）
- 日本 皆野町（1984年）
- 德国 格劳豪（1991年）